# Coors Classic
La Coors Classic fue una competencia ciclística por etapas Estados Unidos. La primera edición fue disputada en 1977 con el nombre de Red Zinger Bicycle Classic, el nombre definitivo, Coors Classic, lo recibió en 1980.

## Palmarés

### Masculino
| Año  | Ganador                 | Segundo               | Tercero                 |
| ---- | ----------------------- | --------------------- | ----------------------- |
| 1975 | John Howard             |                       |                         |
| 1976 | John Howard             |                       |                         |
| 1977 | Wayne Stetina           | Dale Stetina          | Francisco Javier Huerta |
| 1978 | George Mount            | Bob Cook              | Wayne Stetina           |
| 1979 | Dale Stetina            | Jonathan Boyer        | Wayne Stetina           |
| 1980 | Jonathan Boyer          | Antonio Londoño       | José Patrocinio Jiménez |
| 1981 | Greg Lemond             | Iuri Kaixirin         | Iuri Bàrinov            |
| 1982 | José Patrocinio Jiménez | Martín Alonso Ramírez | Víktor Demidenko        |
| 1983 | Dale Stetina            | Doug Shapiro          | Luis Herrera            |
| 1984 | Doug Shapiro            | Andrew Hampsten       | Jeff Pierce             |
| 1985 | Greg Lemond             | Andrew Hampsten       | Doug Shapiro            |
| 1986 | Bernard Hinault         | Greg Lemond           | Phil Anderson           |
| 1987 | Raul Alcala             | Jeff Pierce           | Andrew Hampsten         |
| 1988 | Davis Phinney           | Andrew Hampsten       | Alex Stieda             |

### Femenino
| Año  | Ganadora               | Segunda                | Tercera                |
| ---- | ---------------------- | ---------------------- | ---------------------- |
| 1975 | Hannah North           |                        |                        |
| 1976 | Connie Carpenter       |                        |                        |
| 1977 | Connie Carpenter       |                        |                        |
| 1978 | Keetie van Oosten-Hage |                        |                        |
| 1979 | Keetie van Oosten-Hage |                        |                        |
| 1980 | Beth Heiden            |                        |                        |
| 1981 | Jeannie Longo          |                        |                        |
| 1982 | Connie Carpenter       |                        |                        |
| 1983 | Rebecca Twigg          | Maria Canins           | Cynthia Olavarri       |
| 1984 | Maria Canins           | Jeannie Longo          | Nina Sobye             |
| 1985 | Jeannie Longo          | Inga Thompson-Benedict | Madonna Harris         |
| 1986 | Jeannie Longo          | Susan Ehlers-Sutton    | Inga Thompson-Benedict |
| 1987 | Jeannie Longo          | Inga Thompson-Benedict | Madonna Harris         |
| 1988 | Inga Thompson-Benedict | Madonna Harris         | Danute Bankaitis-Davis |

## Palmarés por países

### Masculino
| País           | Victorias |
| -------------- | --------- |
| Estados Unidos | 11        |
| Colombia       | 1         |
| Francia        | 1         |
| México         | 1         |

### Femenino
| País           | Victorias |
| -------------- | --------- |
| Estados Unidos | 7         |
| Francia        | 4         |
| Países Bajos   | 2         |
| Italia         | 1         |